# Orquidário Municipal de Santos
O Orquidário Municipal de Santos  é um parque zoobotânico situado no município brasileiro de Santos, no Estado de São Paulo. 
Inaugurado em 1945, dispõe de uma floresta urbana e exuberante, cuidadosamente plantada em solo adequado e cultivada, em particular com espécies da Mata Atlântica, além de estufa com uma coleção de orquídeas. Conta com mais de 3500 orquídeas de mais de 120 espécies.
Além disso, possui cerca de 500 animais de 70 espécies, a exemplo de cutias, cágados, jabutis, saracuras e pavões.

## História
O projeto de um parque municipal na cidade de Santos já tinha sido previsto em 1903, no plano de saneamento da cidade elaborado pelo engenheiro Saturnino de Brito.
Apesar de já existir em Santos uma área desapropriada para este fim, o parque só foi inaugurado em 11 de novembro de 1945. Naquele momento, o objetivo era expor as orquídeas de Julio Conceição, conhecido à altura como o maior orquidófilo do Brasil.
Julio Conceição cultivava mais de 90 mil destas espécies desde 1909 em sua chacára no Boqueirão, que era denominada Parque Indígena e foi aberta à visitação pública em 1932, tornando-se um importante ponto turístico da cidade. Contudo, Julio Conceição faleceu em 1938 e seu acervo de arquídeas foi adquirido pela municipalidade e transferido mais tarde para o Orquidário Municipal.

## Características
A rica vegetação atrai inúmeros pássaros que vivem em liberdade em meio às outras aves ali existentes: tucanos, gaviões, araras e pavões. Na área central há um lago, com água adequada aos animais e que recebe aves aquáticas e migratórias. 
O Orquidário também possui animais silvestres, grande parte dos quais vive solta pelo parque. Entre as espécies da fauna, há algumas raras e ameaçadas de extinção, como macacos-aranha, macucos, guarás, jacuguaçus, micos-leões-dourados e saguis.
O parque conta com a instalação de uma importante escultura em granito branco, a Ninfa de Naíade, realizada pelo escultor João Batista Ferri em 1941 e transferida para o Orquidário em 1946.